# 詹功顯

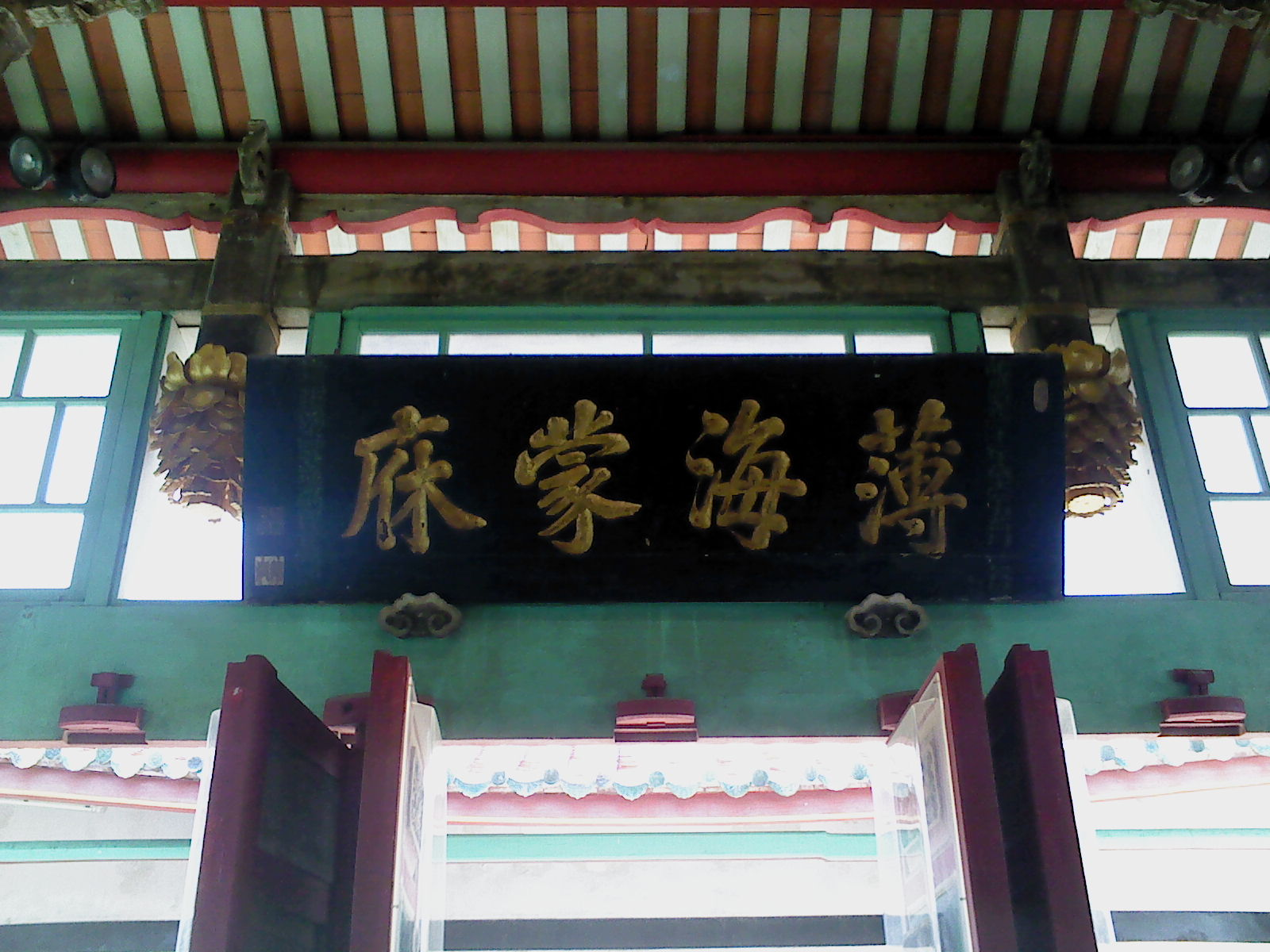
匾詞「薄海蒙庥」，由詹功顯敬獻，今仍高懸於澎湖觀音亭之內。上款：「龍飛道光二十一年歲次辛丑荷月榖旦」、下款：「協鎮福建澎湖水師等處地方副總兵官詹功顯敬立」。

詹功顯（1779年—1854年），福建福州府福清縣人，中國清朝武官官員。行伍出身。

## 生平
嘉慶六年，擔任福建海壇鎮標左營額外外委。嘉慶七年，任福建海壇鎮標右營外委。嘉慶九年，任福建海壇鎮標左營左哨頭司外委。嘉慶十二年，任福建海壇鎮標左營右哨貮司把總。嘉慶十四年，任福建水師提標中營右哨千總、福建水師提標後營左哨千總。嘉慶十六年，署福建銅山營守備。嘉慶十七年，任福建海壇鎮標左營右哨千總、福建海壇鎮標左營守備。嘉慶十八年，任福建澎湖水師協標左營右哨千總。嘉慶二十年，署福建臺協水師中營守備。嘉慶二十三年，任福建臺灣協標右營外海水師守備。嘉慶二十四年，署福建臺協水師右營都司。道光二年，任福建金門鎮標左營左哨千總	、福建海壇鎮標左營右哨千總。道光四年，任福建臺協水師右營左哨千總，署艋舺營滬尾水師守備。道光八年，任福建澎湖右營外海水師守備。道光九年，任臺協水師中營遊擊。道光十二年，任福建澎湖右營外海水師遊擊、護理福建澎湖協水師副將。道光十七年，任福建臺灣艋舺營外海水師參將，署福建澎湖協水師副將。道光二十年，任福建澎湖協水師副將。道光二十一年，任福建金門鎮總兵。道光二十三年，任浙江提督。

## 家族
父親詹殿擢。有子詹輝、詹文耀，孫詹成斌、詹成坤、詹成瑜、詹成規。